# Ernest André (entomologiste)
Pour les articles homonymes, voir Ernest André et André.
Ernest André (1838-1914) est un entomologiste français qui fut spécialiste des hyménoptères. Il était membre de la Société entomologique de France.